# 澤田惠介
澤田 惠介（さわだ けいすけ、1956年〈昭和31年〉- ）は、日本の工学者。専門は航空宇宙工学（空気力学）。第4代仙台高等専門学校校長。東北大学教授、日本航空宇宙学会会長などを歴任した。

## 来歴
1956年（昭和31年）大阪府で生まれる。京都府立洛北高等学校を経て、京都大学に入学。京都大学工学部航空工学科4回生の際に研究室を選ぶことになり、当初は実験系の研究室を見学したものの希望者の多さに怖気づき、このとき一緒に見学した嶋田徹（後の宇宙航空研究開発機構名誉教授）とともに空気力学研究室を選択した。
1980年（昭和55年）に京都大学工学部航空工学科を卒業し、1982年（昭和57年）には京都大学大学院工学研究科航空工学専攻修士課程を修了した。修士課程では松田卓也の指導を受けた。
修士課程修了後は川崎重工業に入社し、航空機の風洞試験やコンピュータシミュレーションを担当したが、8年2か月で退社。1990年（平成2年）6月に東北大学流体科学研究所助手に着任し、1993年（平成5年）には東北大学で博士（工学）の学位を取得。同年、東北大学工学部機械航空工学科助教授に着任し、1998年（平成10年）に教授へと昇進した
東北大学では主に数値流体力学（CFD）手法に関する研究を行い、飛鳥の流れ場解析を世界で初めて実現させ、CFDを実用研究へ展開した。また、航空宇宙分野で用いられていた数値計算手法を宇宙物理学の研究にも展開し、半接触連星系のコンパクト星周囲に発達する降着円盤内に渦状衝撃波が発生することを初めて発見した。
大気圏に突入する探査カプセルの空力加熱と熱防御の研究では、金星大気圏突入時における対流熱流束増加や木星大気圏突入時の輻射熱流束増加を示すデータを初めて統一的に再現した。この研究は後に小惑星探査機であるはやぶさの回収カプセル熱防御システムや空気力学設計に応用され、「小惑星探査機はやぶさ回収カプセルの熱・空気力学設計」として2010年度日本流体力学会技術賞を受賞した。
2011年（平成23年）からの5年間は宇宙科学研究所運営協議会委員を務め、学会活動においては、2016年（平成28年）4月15日付で日本航空宇宙学会の第48期会長に就任し、1年間会長を務めた。
東北大学では、2006年（平成18年）から翌年度にかけて機械系長、2016年（平成28年）から翌年度にかけては機械系主任専攻長、2018年（平成30年）から翌年度にかけては工学研究科副研究科長（総務担当）を務めた。
2021年（令和3年）3月末をもって東北大学を退職し、同年4月より仙台高等専門学校の第4代校長に就任した。

## 人物
- 小学校時代から飛行機好きであり、大学受験をきっかけに飛行機好きが再燃し今に至っている[1]。
- 中学校から高校まではアマチュア無線を趣味としていた[1]。当時について澤田は「寝ても覚めてもアマチュア無線で遊んでいました」と語っており、実際に無線機の移動局免許を申請し、電波監理局の検査を受けて免許が交付された経験もある[8]。
- 数値流体力学について澤田は「沼に落ちた」と表現している[2]。

## 著作

### 著書
- 麻生茂、川添博光、澤田惠介 著、日本航空宇宙学会 編『圧縮性流体力学』丸善出版〈航空宇宙工学テキストシリーズ〉、2015年10月。ISBN 9784621089705。 NCID BB19896126。